# ジョージ・セルウィン (政治家)

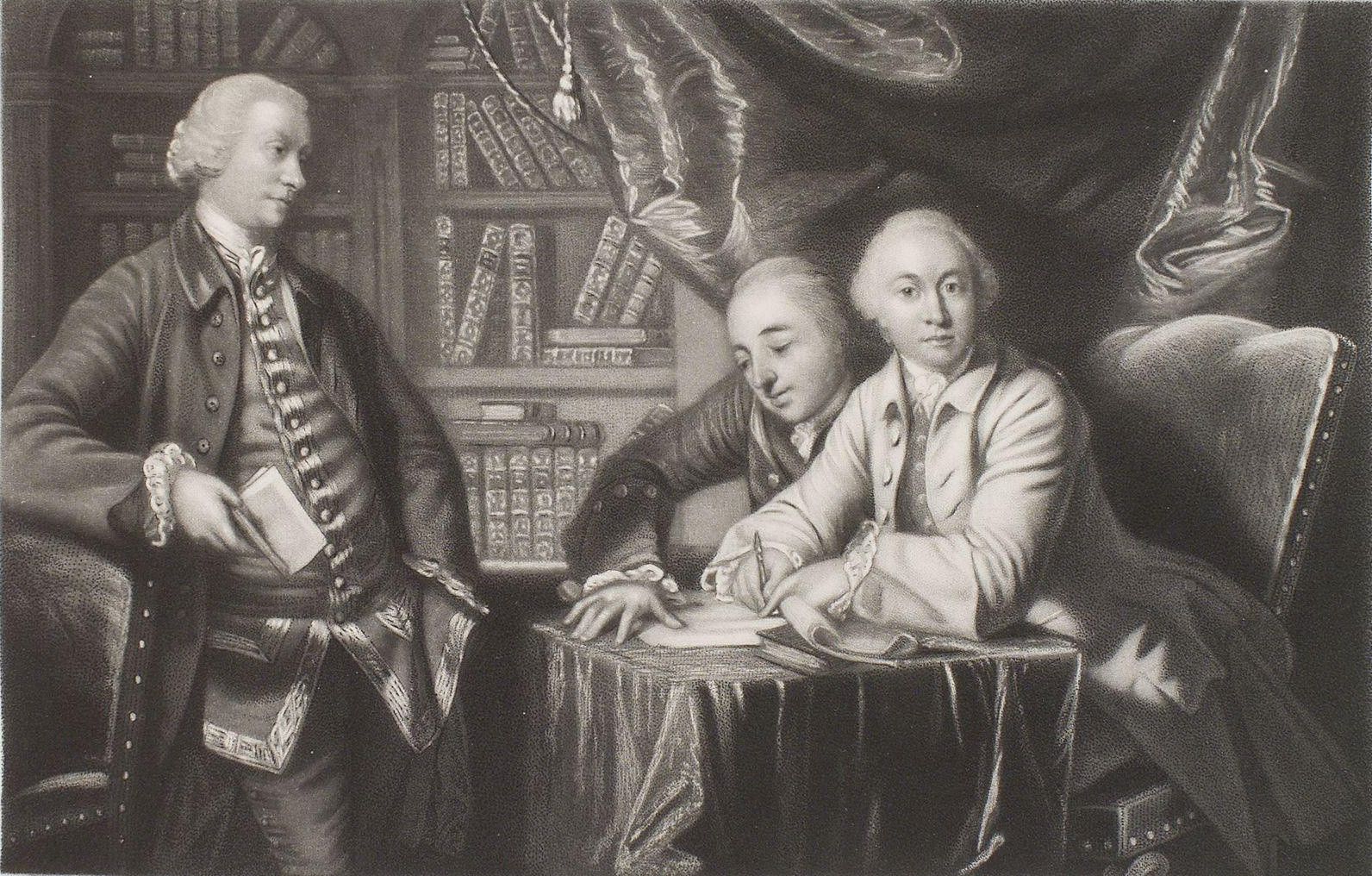
ジョシュア・レノルズの原作に基づくメゾチント。絵に描かれている人物は左から順にセルウィン、第2代エッジカム男爵、ジョージ・ジェームズ・ウィリアムズ。

ジョージ・オーガスタス・セルウィン（George Augustus Selwyn、1719年8月11日 – 1791年1月25日）は、グレートブリテン王国の政治家、才人。同時代にはウィットに富む人物として知られたが、後世の評価では言葉の内容自体はさほど面白くなく、冗談を言っている様子が好まれたという。
庶民院議員を44年間務めたが、一度も演説したことがなく、採決では常に国王の意向に従った。父からグロスター選挙区とラガーショル選挙区での影響力を受け継いだが、選挙活動を嫌い、最晩年には選挙区での影響力を失った。

## 生涯

### 生い立ち
ホイッグ党所属の庶民院議員ジョン・セルウィンと妻メアリー（1691年ごろ – 1777年11月6日、トマス・ファリントンの娘）の次男として、1719年8月11日に生まれた。兄ジョンは父と同じく庶民院議員を務めたが、1751年6月に生涯未婚のまま父に先立って死去した。母は『英国人名事典』によれば、セルウィンの母は「活発な美人」であり、その機知をセルウィンが遺伝したという。
1728年から1732年までイートン・カレッジで教育を受け、そこでホレス・ウォルポール、リチャード・エッジカム（のちの第2代エッジカム男爵）、詩人トマス・グレイと知り合った。1737年にインナー・テンプルに入学、1739年2月1日にオックスフォード大学ハート・ホールに入学したが、このときは短期間しか在学しなかった。同年から1744年までジョージ・モンタギューとともにグランドツアーに出た後、1744年にオックスフォード大学に戻ったが、1745年にタヴァーンで聖奠を「ローマ・カトリック教会の教義への風刺」であると述べ、聖奠を冒涜したとして大学から5マイル内の立ち入り禁止を宣告された。これにより登校できなくなったため、セルウィンは退学措置にならないよう自主退学した。

### 議会入り
1740年、21歳になる前に閑職である王立造幣局鋳型事務官（clerk of the irons）に就任した。実務は副官が行ったため、セルウィン自身の業務は週に1回公費で食事するだけだった。もっとも、この閑職からの収入は少なく、父からの小づかいを含めても年収220ポンドにしかならなかった。
1747年イギリス総選挙で父の懐中選挙区であるラガーショル選挙区から出馬して、無投票で当選した。兄が1751年6月、父が1751年11月に死去すると、セルウィンはラガーショル選挙区での影響力を相続した。父は死去時点でグロスター選挙区の現職議員であり、グロスターのコーポレーション（地方自治体）はセルウィンに補欠選挙での出馬を要請したが、すでにラガーショルで当選していたためこのときは断った。
1753年、2つ目の閑職となるバルバドス衡平法裁判所登録官（registrar of court of Chancery of Barbados）に就任した。この閑職は父が1724年に復帰権（reversion、現職の死後または退任後に就任する権利）を購入していたものであり、息子であるセルウィンの代になって就任したのであった。

### 選挙活動

#### グロスター選挙区
1754年イギリス総選挙でグロスターから出馬した。グロスターでは父の死去時点でホイッグ党とトーリー党が1議席ずつ占めていたが、1751年のセルウィン不出馬によりトーリー党が2議席目を無投票で獲得した。1754年の選挙ではホイッグ党がセルウィンを支持し、トーリー党が2議席の維持を目指したが、ホイッグ党はトーリー党候補のうちチャールズ・バローに単独立候補の場合の支持を確約し、バローはもう1人のトーリー党候補ベンジャミン・バサーストとの連携を拒否した。トーリー党はやむなく別の候補者を探したが、セルウィンとバローが選挙協力を公表したことでほかの候補者が撤退、2人は無投票で当選した。
1761年イギリス総選挙でも同じ構図になったが、今度はほかの候補が撤退せず、セルウィンは981票（得票数2位）で再選した。セルウィンとバローは以降も協力したが、セルウィンが選挙活動を嫌い、グロスターをできるだけ訪れないようにしたため、その影響力が後退し、バローの影響力が強くなった。2人は1768年と1774年の総選挙において無投票で再選したものの、1780年イギリス総選挙でついにバローが単独立候補を宣言した。セルウィンは議会でノース内閣を支持したため、アメリカ独立戦争に反対する有権者に嫌われ、内閣の後援でしばらく選挙活動をしたもののやがてグロスターから撤退した。この1780年選挙をもって、セルウィンのグロスターにおける影響力が崩壊した。
1768年の総選挙では敗北した場合に備えて、ウィッグトン・バラ選挙区でも立候補して当選したが、グロスターで敗北しなかったため、グロスターの代表として議員を務めた。

#### ラガーショル選挙区
父から相続した懐中選挙区であるラガーショル選挙区はセルウィンに収入源として扱われ、議席が歴代内閣に売却された。1780年の総選挙でグロスターから撤退すると、セルウィンは自らラガーショルから立候補するようになり、1780年と1784年の総選挙において無投票で当選した。しかし選挙活動嫌いのセルウィンはラガーショルにもほとんど訪れず、1790年イギリス総選挙でラガーショル出身の銀行家トマス・エヴェレット（Thomas Everett）の推す候補を相手に苦戦した。セルウィンはなんとか議席を守ったが、自身の遺産相続人である初代シドニー子爵トマス・タウンゼンドへの手紙でラガーショルの危機的な状況について警告した。セルウィンは手紙でラガーショルの状況をフランス革命に喩えたが、『英国議会史』では「真に受けるべきではなく、ラガーショルの状況は政治問題と関連しない」と一蹴し、警告を「馬が駆け出した後に厩舎に鍵をかけるよう助言するようなもの」と揶揄した。セルウィンの死後、補欠選挙への選挙申立を経て、シドニー子爵はラガーショルでの影響力を失った。

### 議会活動
1755年、3つ目の閑職となる土木委員会主計官（paymaster of the board of works）に就任した。
議会では政治問題に対する関心を持たず、『英国議会史』で「彼の政治に対する態度は観客のそれだった」と評された。同時代の政治家ジェームズ・ヘアはアメリカ独立戦争の戦局が危機に陥っていることを手紙で述べたとき、「これまで戦争のいかなる出来事にもさほど不安を感じなかったジョージ・セルウィンすらバルバドスが軽視されたと考えた」と表現したこともその傍証となった。もっとも、セルウィンはフランス革命に対する不安を感じ、「革命が2000年前に起きていたら、歴史家が書いた記述で楽しめただろう」と述べた。
採決においては国王にのみ責任を負うと感じ、ジョージ3世が公然に反対したチャールズ・ジェームズ・フォックスのイギリス東インド会社規制法案（1783年11月）に反対したほかは歴代内閣をすべて支持した。採決以外ではよく議場で公然と眠りに落ちた。
1782年に土木委員会主計官の官職が廃止されたほか、1,500ポンドの年金（1774年より受給）も失ったが、小ピットから別の閑職を与えることを許諾された。これにより1784年に王領地測量総監（surveyor general of crown lands）に任命されたが、セルウィンの収入は年金を受給していたときより大幅に低下した。

### 死去
痛風と浮腫で数年間苦しんだのち、1791年1月25日にセント・ジェームズにある自宅クリーヴランド・コート（Cleveland Court）で死去した。『英国議会史』はセルウィンのフランス革命に対する不安を引き合いに出し、「生涯にわたって恵まれており、死期にすら恵まれた」と評した。
遺言状に基づき、マリア・ファニャーニに3万ポンドとピカデリーの邸宅を残し、カーライル伯爵やコヴェントリー伯爵の子女にもいくらか贈与した。ラガーショル選挙区での影響力は衰えてはいたが、シドニー子爵が継承した。

## 私生活
ジェントルマンズ・クラブの常連であり、1744年にホワイツ（White's）に加入したほか、ブルックス（Brooks's）の会員でもあった。議会演説がなかった一方、クラブでは機知に富むことで知られ、ホレス・ウォルポールは取りすました顔で風情のある言葉を言うセルウィンの様子を回想した。ただし、19世紀末の『英国人名事典』ではセルウィンの冗談のうち、当時でも知られたものは味わいが失われているとした。ウォルポールとセルウィンの冗談の一例として下記のものが挙げられる。あるとき、ウォルポールが「ジョージ3世の治世における政治システムは祖父ジョージ2世の時代とまったく同じであり、太陽の下、新しいものは何ひとつない」（there was nothing new under the sun）と述べたところ、セルウィンはすかさず「孫の下にもない」（nor under the grandson）と付け加えた。
ウォルポール以外にも政界での友人としてチャールズ・ジェームズ・フォックス、第5代カーライル伯爵フレデリック・ハワード、ジェームズ・ヘアが挙げられる。
豪奢な生活を送り、ギャンブル好きで多額の損失を出したが、『英国人名事典』では同時代のギャンブル好きの多くに勝り、貧乏になるほどの損失は出さなかったとした。1767年のジョッキークラブの決議では署名者に名を連ねた。
同時代には死体や犯罪者の処刑を見ることが好きと広く噂された。『オックスフォード英国人名事典』ではこれを真実としており、1757年にはパリでフランス王の暗殺未遂により八つ裂きの刑に処されたロベール＝フランソワ・ダミアンの処刑を見た。また、初代ホランド男爵ヘンリー・フォックス（1774年没）は死の床で「次にセルウィン氏が来たら通してください。私が生きていたら私が会えてうれしいし、死んでいたら彼が会えてうれしい」と述べたという。
生涯未婚だったが、マリア・ファニャーニを養女とした。マリアはファニャーニ侯爵夫人の娘であり、父についてはセルウィンと第4代クイーンズベリー公爵ウィリアム・ダグラスがそろって認知しようとした。同時代には本当の父について論争があったが、後世の『英国議会史』では「疑いようもなく、セルウィンの生涯にわたる友人であるクイーンズベリー公爵の娘」とされ、『オックスフォード英国人名事典』でも同様の結論である。いずれにせよ、セルウィンもクイーンズベリー公爵も遺言状でマリアに多額の遺産を残した。マリアは1798年にヤーマス伯爵フランシス・シーモア＝コンウェイ（のちの第3代ハートフォード侯爵）と結婚して、1856年3月2日にパリで死去した。
総評として、『オックスフォード英国人名事典』はセルウィンを「時の人だったが、時間が経つにつれ名声が衰えていった」と評した。